# Raphaëlle Ziadé
Pour les articles homonymes, voir Ziadé.
Raphaëlle Ziadé est une personnalité du monde de l'histoire de l'art et des musées. Elle est conservatrice des arts byzantins du Petit Palais, commissaire d'exposition et spécialiste du christianisme oriental.

## Biographie
Raphaëlle Ziadé est la fille d'un diplomate libanais. Elle suit des études de philologie et d'histoire des religions à l'université Paris IV-Sorbonne. En 1992-1993, elle est élève de l’École biblique et archéologique française de Jérusalem. De 1996 à 1999, elle est allocataire de recherches à Paris IV et soutient sa thèse consacrée à "La fête des Martyrs Maccabées dans l'Orient chrétien du IVe siècle" en 2002. Sa thèse est publiée chez Brill en 2007.
En 2008 elle intègre le Petit Palais avec pour mission de valoriser la collection d'icônes et d'objets d'art byzantin du musée,. Elle est chargée de la conception de la nouvelle salle des icônes et de l'Orient chrétien du musée inaugurée en octobre 2017.
Raphaëlle Ziadé est également la commissaire des expositions Le Mont Athos et l’Empire byzantin. Trésors de la Sainte Montagne (2009) et de Dieu(x), modes d'emploi (2013) au Petit Palais, ainsi que de l’exposition Chrétiens d’Orient. 2 000 ans d’histoire à l'Institut du monde arabe,en 2017-2018 inaugurée par le président de la République française et le président de la République libanaise alors en visite à Paris. Cette exposition fut présentée en deuxième étape au musée des beaux arts de Tourcoing,.
Elle est membre[Depuis quand ?] statutaire du laboratoire de recherche Orient Méditerranée du CNRS, ainsi qu'enseignante à l’École du Louvre .
En 2019, elle travaillé avec le collectionneur palestinien Georges Al’Ama en vue de proposer, lors de la réunion du Comité Scientifique du Terra Sancta Museum une sélection d'icônes représentative de l'école de Jérusalem qui proviennent pour leur majorité d'un fond collecté par un franciscain belge et qui a été légué au musée en 2006. Sa collaboration scientifique avec cette institution s'achèvera en 2025.

## Réception de ses travaux
La publication de sa thèse en 2007 lui avait valu des critiques académiques dans des revues de référence spécialisées en histoire des religions, telles que The Journal of Ecclesiastical History (en) de l'Université de Cambridge ou encore Vigiliae Christianae (en). 
En 2023, son livre L'art des chrétiens d'Orient : de l'Euphrate au Nil est récompensé par trois prix littéraires en quelques mois : le prix de la gazette de Drouot en mars,, le prix littéraire de l’Œuvre d’Orient, le 15 mai 2023, et le prix de la Fondation Pierre-Antoine Bernheim de l’Académie des inscriptions et belles lettres lui est remis le 30 juin 2023. Cette information est reprise par la presse libanaise francophone. 

## Publications

### Ouvrages
- Les martyrs Maccabées : de l'histoire juive au culte chrétien : les homélies de Grégoire de Nazianze et de Jean Chrysostome, Brill, 2007, 392 p. (ISBN 978-90-04-15384-4, présentation en ligne)
- Icônes du Petit Palais, Paris Musées, 2013, 72 p. (ISBN 978-2-7596-0218-6)
- Icônes : Les arts chrétiens d'Orient au Petit Palais, Paris Musées, 2017, 143 p. (ISBN 978-2-7596-0362-6)[19]
- L'art des chrétiens d'Orient : de l'Euphrate au Nil, Citadelles & Mazenod, 2022, 592 p.  (ISBN 978-2-85088-884-7)[20]

### Direction d'ouvrages
- Collectifs, Le Mont Athos et l'Empire byzantin : Trésors de la Sainte Montagne, Paris Musées, 2009, 316 p. (ISBN 978-2-7596-0082-3)
- Collectifs, Chrétiens d’Orient : 2000 ans d'histoire, Gallimard, coll. « Livres d'Art », 2017, 208 p. (ISBN 978-2-07-274017-6)